# Битка при Шеленберг
Битката при Шеленберг (на немски: Schlacht am Schellenberg) се провежда през Войната за испанското наследство на 2 юли 1704 г. на Шеленберг при Донаувьорт в Бавария.

## Битката
Войската на Великия съюз под командването на Джон Чърчил, Херцог Марлборо и Лудвиг Вилхелм, маркграф на Баден-Баден, побеждават баварската войска. Град Донаувьорт е превзет, така е прекъсната Дунавската линия и Курфюрство Бавария е свободно за нападение от съюзниците.